# Zózimo Tavares Mendes
Zózimo Tavares Mendes (Novo Oriente, 4 de abril de 1962) é jornalista e escritor brasileiro, membro da Academia Piauiense de Letras e editor-chefe do jornal Diário do Povo de Teresina. Publicou livros de humor, cordel, jornalismo e literatura. Em 2009, o Senado Federal empenhou vinte mil reais para que ele realizasse a produção de um livro sobre a vida parlamentar e o papel histórico do ex-senador Petrônio Portela.

## Biografia
Zózimo Tavares Mendes nasceu em 4 de abril de 1962, no município de Novo Oriente, Ceará, filho de Maria Helena Mendes do Nascimento e de João Tavares do Nascimento. Quanto tinha cinco anos de idade, em 1967, sua família mudou-se para o Piauí e ele viveu sua infância em Água Branca, a 100 quilômetros de Teresina, capital do Estado. Cursou o ensino fundamental em Água Branca. Aos 16 anos, transferiu-se para a capital, a fim de dar prosseguimento aos seus estudos, na Escola Técnica Federal do Piauí e, depois, na Universidade Federal do Piauí, onde cursou  jornalismo; graduou-se em letras pela Universidade Estadual do Piauí.
Cedo, iniciou-se no jornalismo e rapidamente projetou-se na imprensa de seu estado. Foi editor-chefe do jornal O Dia, da Rádio Difusora de Teresina e da TV Clube, afiliada da TV Globo, no Piauí. Além de ocupar o cargo de editor-chefe do “Bom Dia, Piauí”, foi também analista político na Clube. Foi ainda  correspondente do jornal Correio Braziliense.
Presidiu o Sindicato dos Jornalistas do Piauí e foi secretário de Comunicação do Município de Teresina, nas gestões dos prefeitos Wall Ferraz, Francisco Gerardo e Firmino Filho. Como secretário de Comunicação, deu expressiva contribuição à área cultural, redigindo, no início de 1993, o anteprojeto da Lei Municipal A. Tito Filho (de incentivo à cultura) e fazendo gestões pela sua implementação.
Ao lado do jornalista João Emílio Falcão, lutou para transferir para a capital do Piauí o acervo do jornalista Carlos Castelo Branco, instalado na Casa da Cultura de Teresina. Trabalhou também pela concessão e a instalação da Rádio FM Cultura de Teresina, inaugurada em 1996. Ainda na área cultural, viabilizou a implantação do Projeto Cordel nas Escolas, em parceria com a Secretaria Municipal de Educação e a Casa do Cantador.
De volta às redações, em 1999, voltou a assinar coluna política no jornal O Dia, de Teresina, e transferiu-se para o Diário do Povo, em 2000, como editor-chefe.  Foi professor na Universidade Federal do Piauí. Em 10 de dezembro de 2002, tomou posse na cadeira 34 da Academia Piauiense de Letras, que tem como patrono Anísio Brito. É filiado à Federação Nacional dos Jornalistas (FENAJ) e à Associação Brasileira de Imprensa (ABI).
É membro ainda da União Brasileira de Escritores, seção do Piauí, da Academia de Letras do Médio Parnaíba e da Academia de Letras, História e Ecologia da Região de Pastos Bons, Maranhão. Foi membro da Comissão de Direitos Humanos da Arquidiocese de Teresina e do Conselho Estadual da Campanha Nacional de Escolas da Comunidade (CNEC). Casado com a advogada Regina Márcia da Silva Franco Mendes e é pai de cinco filhos.

## Obras do autor

#### Humor
- Falem Mal, Mas Falem de Mim (1989)
- Pra Seu Governo (1991)
- O Pulo do Gato (1994)
- Meus Senhores, Minhas Senhoras (1997)
- Filosofia Barata (1999)
- O Velho Jequitibá (2002)

#### Cordel
- Vote Lá Que Eu Voto Cá (1986)
- Céu da Terra – Roteiro Turístico do Piauí em Versos (1990, 1997)
- Fique Lá Que Eu Fico Cá (1992)
- O Voto É Inseticida Contra Praga de Ladrão – Guia Eleitoral (1994, 2006)
- Zé da Prata – Poeta da Sátira (1995, 2006)
- Sonetos de Cantadores (1997), organizado em parceria com o poeta Nonato Costa, da banda Os Nonatos.

#### Jornalismo
- O Piauí no Século XX – 100 fatos que marcaram o Estado (2000, 2001, 2002 e 2003)
- Carnaúba - Uma riqueza do Piauí (2021)[5]

#### Literatura
- Sociedade dos Poetas Trágicos (2004 e 2006)

#### Biografias
- Atentai bem! Assim Falou Mão Santa (2009)
- Petrônio Portella (2010)
- Alberto Silva - Uma biografia (2018)
- Dirceu Arcoverde - Esperança interrompida (2019)[6]